# إميل برلينر
إميل برلينر (Emil Berliner) اسمه الحقيقي إميلي برلينر (20 مايو 1851 في هانوفر - 3 أغسطس 1929 في واشنطن دي سي) كان مخترعًا ألمانيًّا.
هاجر إلى الولايات المتحدة الأمريكية عام 1870. قام في عام 1877 باخترع جهاز إرسال هاتفي عملي. كما طور نوعا من أجهزة التسجيل المعروفة بالحاكي.
طور برلينر أيضا سماعة هاتف تستطيع تمييز صوت الإنسان عند تحدثه، حيث يحدث الصوت تغييرات في تيار كهربائي ثابت. وتكون هذه الذبذبات نسخة من الصوت الأصلي ليسمع من خلال السماعة. في عام 1887 اخترع برلينر أسطوانة الحاكي التي تسجل الصوت على جانب واحد، وفيها يسجل الصوت بمروره على تجويف المجرى اللولبي. وكذلك اخترع طريقة تمكن من طبع أسطوانات مسجلة من أسطوانة.

## وصلات خارجية
- إميل برلينر على موقع الموسوعة البريطانية (الإنجليزية)
- إميل برلينر على موقع ميوزك برينز (الإنجليزية)
- إميل برلينر على موقع ميوزك برينز (الإنجليزية)
- إميل برلينر على موقع ديسكوغز (الإنجليزية)